# Cynthia Bendlin
Cynthia Bendlin és una activista contra el tràfic de persones. L'any 2008 era la gerenta de la campanya informativa contra el tràfic de persones de l'Organització Internacional per a les Migracions a les fronteres de l'Argentina, Brasil i Paraguai. I ha dirigit seminaris sobre com combatre el tràfic de persones en aquests països americans. Bendlin i la seva família han rebut amenaces a causa de la seva tasca contra el tràfic de persones i s'ha vist obligada a traslladar-se.
Bendlin va rebre el Premi Internacional Dona Coratge el 2008. Al sopar d'entrega va declarar que "aquest [premi] no és per a nosaltres; és per a tot allò per què estem lluitant." També va rebre el Premi Ruby del Club Millenium Soroptimist International el 2013.